# Weixin

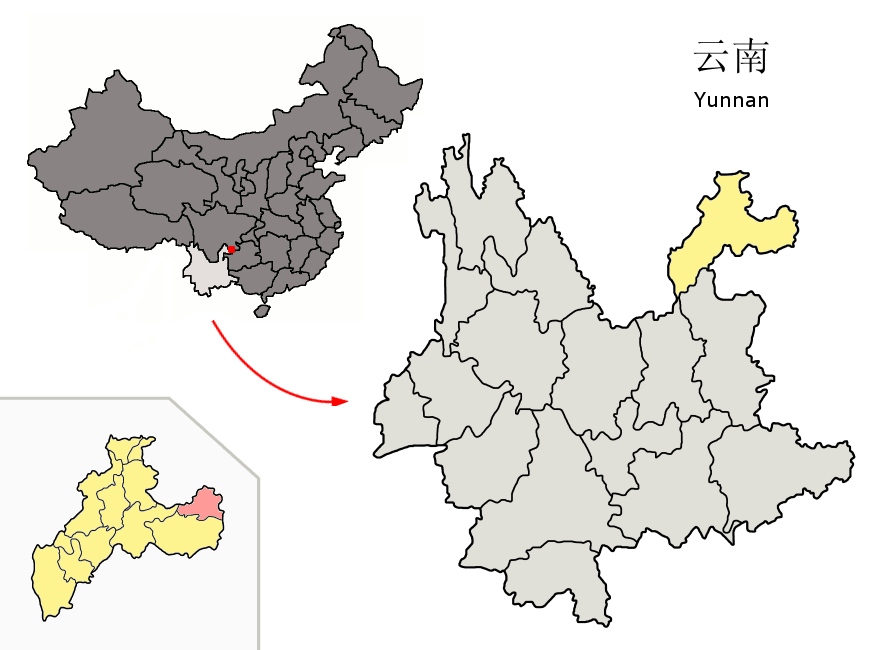
Lage des Kreises Weixin (rosa) in der bezirksfreien Stadt Zhaotong (gelb)

Der Kreis Weixin (威信县,  Wēixìn Xiàn) ist ein Kreis der bezirksfreien Stadt Zhaotong im Nordosten der chinesischen Provinz Yunnan an der Grenze zur Provinz Guizhou. Sein Hauptort ist die Großgemeinde Zhaxi (扎西镇). Der Kreis Weixin hat eine Fläche von 1.392 km² und zählt 352.318 Einwohner (Stand: Zensus 2020).

## Administrative Gliederung
Auf Gemeindeebene setzt sich der Kreis aus zwei Großgemeinden und acht Gemeinden zusammen. Diese sind:
- Großgemeinde Zhaxi 扎西镇
- Großgemeinde Jiucheng 旧城镇

- Gemeinde Shuanghe der Miao und Yi 双河苗族彝族乡
- Gemeinde Gaotian 高田乡
- Gemeinde Luobu 罗布乡
- Gemeinde Mafeng 林凤乡
- Gemeinde Chang’an 长安乡
- Gemeinde Miaogou 庙沟乡
- Gemeinde Santao 三桃乡
- Gemeinde Shuitian 水田乡